# Ghiţă Licu
Gheorghe "Ghiţă" Licu (Fierbinţi, 1 de diciembre de 1945 – Bucarest, 8 de abril de 2014) fue un jugador de balonmano rumano. Entre 1966 y 1976 jugó en la selección nacional en 197 ocasiones marcando 328 goles, consiguiendo los títulos mundiales en 1970 y 1974 y dos medallas en 1972 y 1976. En el plano nacional, jugó toda su carrera (1964-1980) para el Dinamo de Bucurest, ganado los títulos de liga en 1965, 1966 y 1978 y la Copa de Rumanía en 1979. Después de su retirada, Licu emopezó su singladura como entrenador. Entre 1980–1993 trabajó en su club de toda la vida y entre 1995 y 2006 con el SC Magdeburg en Alemania, primero como entrenador de juveniles y después econ el primer equipo, llevándolos al título de Liga en 2001 y a la Liga de Campeones un año más tarde. Su hijo Robert también fue jugador y entrenador de balonmano.